# Chloropoea hobleyi
Chloropoea hobleyi är en fjärilsart som beskrevs av Sheffield Airey Neave 1904. Chloropoea hobleyi ingår i släktet Chloropoea och familjen praktfjärilar. Inga underarter finns listade i Catalogue of Life.